# Odwar
Patrz także: dekokcja (w browarnictwie)
Odwar – łac. decoctum – w ziołolecznictwie jest to rodzaj leku ziołowego – jeden z rodzajów wyciągów wodnych, zazwyczaj przygotowywany w domu, bezpośrednio przed spożyciem.  Otrzymuje się go w ten sposób, że odmierzoną ilość ziół zalewa się letnią wodą i gotuje  przez 5-30 minut (w zależności od konsystencji surowca) pod przykryciem. Nie wolno do tego celu używać garnków aluminiowych. Po przestygnięciu odcedza się uzyskany płyn. Spożywać należy wkrótce po przygotowaniu, jeszcze ciepły i niesłodzony. Nie można go przechowywać dłużej. Ten sposób przygotowywania stosuje się zazwyczaj do otrzymywania  lekarstw ziołowych z kłączy, korzeni, kory i ziela, zawierających dużo garbników i zdrewniałych, które trudno puszczają soki i wymagają dłuższego gotowania. Nie należy w ten sposób przygotowywać lekarstwa z  ziół zawierających olejki eteryczne. W tym przypadku wykonuje się napar.

Przeczytaj ostrzeżenie dotyczące informacji medycznych i pokrewnych zamieszczonych w Wikipedii.